# Madonna di Campagna (Torino)
Madonna di Campagna (Madòna 'd Campagna in piemontese) è un quartiere della periferia nord-ovest di Torino.

È delimitato:
- a nord dal torrente Stura di Lanzo (confine con il quartiere Villaretto), dai comuni di Venaria Reale (via Paris-via Mantovani) e di Borgaro Torinese (strada Bellacomba) e da un tratto della tangenziale nord di Torino.
- a sud da corso Grosseto (quartiere Lucento), via Verolengo (Borgata Ceronda), sottopasso Carlo Donat-Cattin e corso Mortara (quartiere San Donato)
- a ovest da strada Altessano (quartiere Vallette) e corso Potenza (quartiere Lucento)
- a est da via Casteldelfino e via Orvieto (quartiere Borgata Vittoria).

Appartiene alla Circoscrizione 5 della città, insieme ai quartieri Borgata Vittoria, Lucento, Vallette e Borgata Ceronda e ai sotto-quartieri Barriera di Lanzo, Borgata Tesso, Parco Dora, Spina Reale e Continassa.

## Storia
Col termine "Campania taurini" anticamente si intendeva tutto il territorio rurale a occidente della città, compreso tra il torrente Sangone e la Stura, esteso fino a Pianezza e Rivoli.
Da frammenti storici risalenti al XIV secolo si ha notizia di un modesto capitello votivo raffigurante una Madonna, che in seguito prese il nome di Madonna di Campagna, situato presso l'attuale parrocchia omonima, situata in Via Cardinal Massaia. 

### La chiesa
Qui sorse, nel 1567, il primo convento provinciale dei Frati Minori Cappuccini,, già insediati sul territorio dal 1538, che costruirono la prima chiesa e piantarono ippocastani e olmi sul viale tuttora esistente.

Fu poi Madama Cristina, nel 1657, ad aiutare i Padri, ampliando la loro costruzione. Nel 1686 nel convento venne anche stabilito un noviziato. 
La chiesa della Madonna di Campagna fu bombardata e distrutta dalle forze alleate l'8 dicembre 1942. Sessantaquattro persone, fra cui il parroco e altri frati che si erano rifugiati nei sotterranei, morirono; scampò solamente un frate (padre Teodoreto da Torino).
Dell'edificio originario, ridotto a un cumulo di macerie, si salvarono soltanto una piccola statua della Madonna e lo snello campanile che ancora oggi affianca la chiesa, ricostruita nel 1949.
Il giardino di via Sospello angolo via Saorgio è stato intitolato dal Comune di Torino ai caduti del 1942 in data 7 dicembre 2012.

### La scuola
Le attività scolastiche della vicina scuola furono intraprese dal primo parroco della Madonna di Campagna, fra' Nicolò Barberis. Nel 1842, grazie alle opere di carità, poté aprire la scuola Beata Vergine di Campagna per la zona, che contava più di 800 abitanti. Fu nel 1849 che si costruì un primo edificio per ospitarla.
 Oggi, in via Stradella 205, si trova la sede dei servizi neuropsichiatrici della V Circoscrizione. Nel 1882 si costruì l'edificio che oggi fa ancora parte della scuola, essendo l'ala parallela a viale Madonna di Campagna.

### Il quartiere
Nel 1706, in occasione dell'assedio di Torino, in una vasta area a nord della Dora si svolsero molteplici scontri con le truppe ispano-francesi (in particolare presso le borgate di Lucento, Madonna di Campagna e Vittoria), episodi che ebberro il culmine nella battaglia del 7 settembre dello stesso anno, dalla quale gli austro-piemontesi emersero vincitori. 
Nei secoli seguenti, la borgata andò crescendo, con l'apertura della strada e della ferrovia verso Pianezza e Venaria Reale (1884 circa), con accessi viari provenienti dal podere della cascina Bianchina (questa poi abbattuta per costruire le Ferriere FIAT-Vitali), di Parco Dora e creando i nuovi agglomerati detti Borgata Ceronda (già denominata "Borgata del Cavalier Adolfo Gastaldi"), costruita sul canale omonimo oggi scomparso, ai confini col quartiere Lucento. Qui si svilupparono nuove attività industriali alla fine del XIX secolo, in particolare tessili. In seguito le famose acciaierie, con le Ferriere Vitali e Ansaldi-FIAT di via Borgaro, la Michelin ed altre fabbriche dell'indotto, tra il XIX e il XX secolo, diedero un nuovo impulso demografico al quartiere, con l'incremento di agglomerati e di nuovi servizi, fenomeno che proseguì anche nei decenni successivi.
Nel vicino quartiere San Donato nel 1884 nacque l'Ospedale delle malattie infettive "Amedeo di Savoia", mentre sul versante nord di corso Svizzera sorse, nel 1978, l'allora innovativo polo di imprese e di studi "Piero della Francesca".
La "Spina 3", nel progetto di ammodernamento del Passante ferroviario di Torino e delle zone limitrofe (la cosiddetta Spina Reale), è una vasta area della ex zona industriale del quartiere, oltre che di San Donato e Borgata Vittoria, di recente riconversione e sviluppo urbanistico.
Gli interventi sono di tale portata (anche se di poca omogeneità) che i media chiamano sovente questa area "Spina 3", non riferendosi più a quartieri che ancora, urbanisticamente, sarebbero di riferimento. La porzione interessata dagli interventi è compresa tra corso Mortara, via Nole, corso Potenza, via Verolengo e via Orvieto.

L'intervento più significativo, per impatto architettonico e valenza sociale, è sicuramente la chiesa del Santo Volto di via Borgaro, inaugurata nel 2006 e nuova sede della Curia di Torino. Da rilevare anche il recupero delle ex-Ferriere Fiat: l'area è adibita a parco (il Parco Dora), ma le strutture portanti degli stabilimenti sono state recuperate a memoria del passato industriale del quartiere.
Rilevanti interventi urbanistici sono presenti in tutta l'area, dai complessi residenziali in via Valdellatorre agli interventi a sostegno del terziario in via Orvieto.
È stato realizzato anche il nuovo corso Mortara (2008), che taglia una porzione del Parco Dora fino a collegarsi a via Valdellatorre, con il tunnel intitolato a Carlo Donat-Cattin (anno 2014).
In questo modo è stata realizzata una via a scorrimento veloce che collega idealmente la Tangenziale Nord di Torino al viale della Spina, nel rinnovato corso Principe Oddone, ultimato a luglio 2016.
È inoltre in corso di realizzazione un esteso complesso residenziale in via Verolengo, progettato dagli studi francesi Buffi Associés; in questo ambito, in largo Borgaro, estremità ovest del complesso, era prevista una torre di circa 70 metri di altezza, la cui realizzazione è però stata rinviata più volte e non più programmata compiutamente.
Nei pressi del quartiere sono presenti il polo nazionale di ricerca Telecom Lab, l'Agenzia delle Entrate e mercati generali, come il mercato all'ingrosso dei fiori.

Inoltre sono stati organizzati all'interno o nelle vicinanze del quartiere festival musicali, come il ChicoBum Festival, Torino Traffic Free Festival e Kappa Futur Festival - Torino Summer Music Festival presso il Parco Dora.

### Madonna di Campagna e Spina 4
La cosiddetta Spina 4 è l'ultima area di riconversione del passante ferroviario: va da via Stradella a corso Grosseto, passando per il Parco Sempione, e coinvolge il quartiere nel suo limite nordorientale, presso Borgata Vittoria e Barriera di Milano verso le vie di uscita dalla città. 
Sono previste anche qui, dopo la creazione del grande boulevard di corso Venezia aperto nell'estate del 2017, nuove costruzioni residenziali e ad uso ufficio, rotonde, piste ciclabili (in parte già realizzate), il completamento della stazione ferroviaria Fossata-Rebaudengo, nuove aree verdi.

### Aree verdi
- Giardini pubblici attrezzati con giochi per bambini si trovano in piazza Mattirolo ed in piazza Bonghi
- Il Comune di Torino ha dedicato il 7 aprile 2017 il giardino di piazza Villari al cantante Augusto Daolio del gruppo musicale dei Nomadi[12]

### Cinema nel quartiere
Nel quartiere sorge il Cine Teatro "Cardinal Massaia", fondato agli inizi del Novecento. Esso è riuscito nel tempo a far crescere la sua attività in termini di qualità e numero di spettacoli offerti, confermandosi come un punto di riferimento nel quartiere e nella città. Il Cardinal Massaia è anche attrezzato per congressi, conferenze, spettacoli e concerti.

## Galleria d'immagini

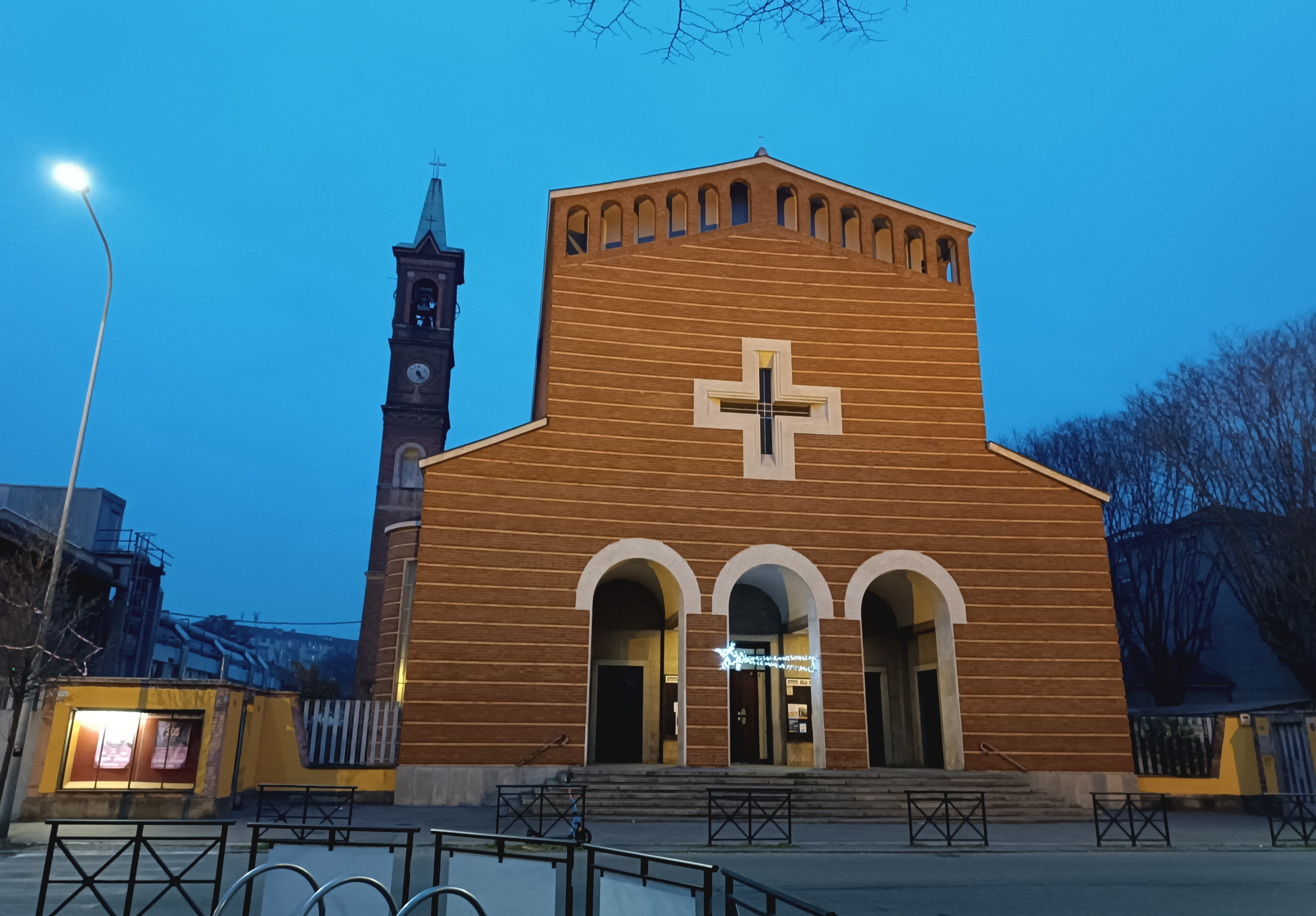
Chiesa della Madonna di Campagna
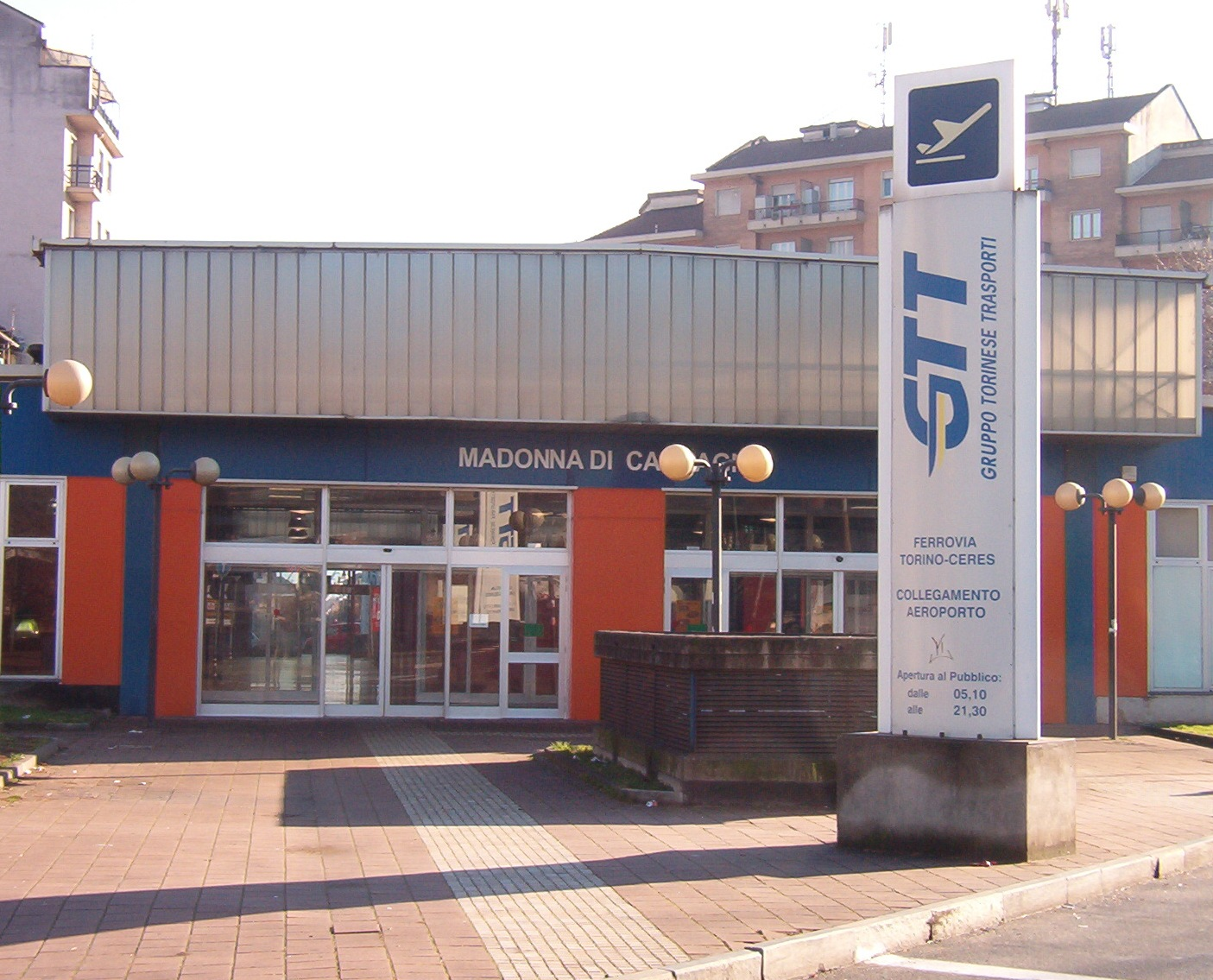
Stazione sotterranea di Madonna di Campagna, ora dismessa, sulla linea Torino-Aeroporto-Ceres
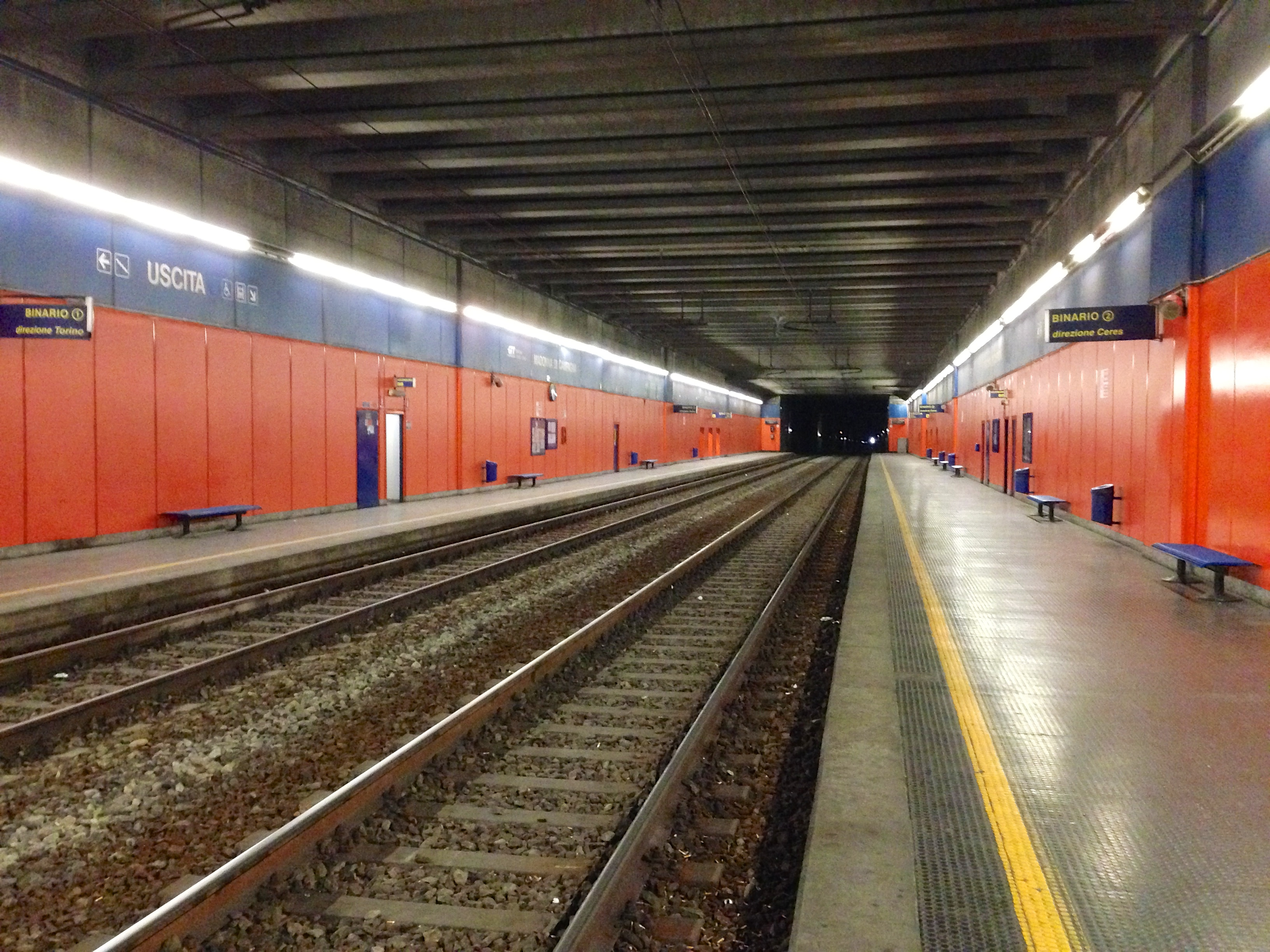
Servizio ferroviario metropolitano sotterraneo della Spina Reale